# Лонгмонт
Лонгмонт (англ. Longmont) — самоуправляемый муниципалитет в штате Колорадо. Расположен в округах Боулдер и Уэлд на удалении 33 мили (53 км) к северо-северо-западу от Денвера — столицы штата. По данным переписи населения 2010 года, в Лонгмонте проживали 86,27 тысяч человек — 13-е место среди крупнейших городов Колорадо.

## Название
Название Лонгмонт на самом деле французское и образовано слиянием двух слов — Long mont — Гора Лонга. В свою очередь гора получила имя в честь первопроходца Стивена Харримэна Лонга и является высочайшей вершиной в округе Боулдер.

## История
В 1870 году несколько солидных жителей Чикаго (штат Иллинойс) решили основать новое поселение, где жить вдали от суеты крупных городов. Они собирают деньги, а затем приобретают 60 тысяч акров в Северном Колорадо на северо-востоке нынешнего округа Боулдер. Само поселение было основано в 1871 году и изначально именовалось Чикагско-колорадская колония (англ. Chicago-Colorado Colony), но вскоре было переименовано в Лонгмонт в честь расположенной неподалёку горы.
Лонгмонт располагался посреди засушливой местности, но зато на берегу реки, воды которой стали использовать для орошения полей, а почва оказалась очень плодородной. Уже в 1872 году строятся первые мельницы, а вокруг раскинулись пшеничные поля и фруктовые сады. В 1889 году компания Empson даже построила здесь консервный завод, а на востоке города был построен завод по варке сахара из сахарной свёклы. В город стали стекаться иммигранты из разных стран, в том числе из Мексики, Швеции, Японии, а также обрусевшие немцы. Население быстро прирастало, фактически удваиваясь каждые десять лет, пока к 1910 году не достигло 4256 человек, после чего темпы роста заметно снизились и на 1920 год в городе проживали 5848 жителей. Немалую роль в этом сыграла и эпидемия гриппа в 1918 году, унёсшая жизни многих горожан.
В 1925 году на выборах в городской совет большинство голосов получил ку-клукс-клан, но к 1927 году его власть практически прекратилась. Спустя всего пару лет пришла Великая депрессия, сильно пошатнувшая экономику страны. Для аграрного Лонгмонта это был серьёзный удар, в результате чего сельское хозяйство упало до минимума, а многие поля попросту высохли. Лишь в период Второй мировой войны, когда множество населения работало на военных заказах, город смог наконец оправиться. В 1940-х годах он расширился настолько, что вышел в соседний округ Уэлд.
На 1950 год население составляло 8000 человек, а основу экономики составляло сельское хозяйство. Но ему уже на смену приходили высокие технологии. В 1962 году в Лонгмонте был построен центр управления воздушным движением, а в 1965 году компания IBM возвела близ города крупный завод. Также вскоре производство близ Лонгмонта наладила и StorageTek. Население вновь начало быстро прирастать, как и прежде удваиваясь каждые 10 лет. В 1970-х годах овощной консервный завод и свекольная фабрика (1977 год) были закрыты. В 2009 году компания GE Energy перенесла в Лонгмонт свой основной офис.
В 2011 году Лонгмонт занял второе место среди самых безопасных городов Колорадо.
Дважды (2006 и 2018) город был награждён премией «All-America City Award» (с англ. — «Всеамериканский город») присуждаемой Национальной гражданской лигой, которую неофициально называют «Нобелевской премией за конструктивное гражданство» и которая выдается за активную гражданскую позицию жителей некорпоративных сообществ Соединённых Штатов в жизни местного самоуправления.

## Транспорт
Через город проходят местное шоссе 119 и государственное 289, а автобусные маршруты связывают его с соседними городами. Также имеется аэропорт, который в настоящее время носит имя астронавта Вэнса Бранда, родившегося и выросшего в Лонгмонте.

## Известные жители
- Кайли Айрлэнд — порноактриса
- Вэнс Бранд — астронавт («Союз — Аполлон»)
- Джек Рейнор — актёр
- Дэн Симмонс — писатель-фантаст
- Кристен Шаал — актриса и комедиантка

## Города-побратимы
- Сьюдад-Гусман
- Тино